# Natalija Jaresko

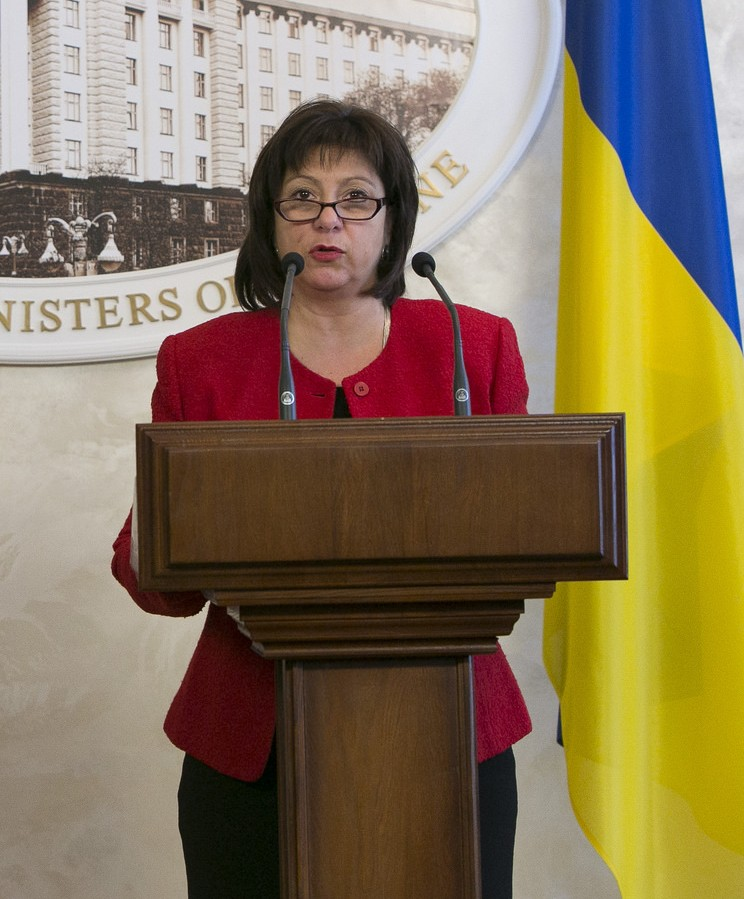
Natalija Jaresko

Natalija Enn Jaresko (ukrainisch Наталія Енн Яресько, * 1965 als Natalie Ann Jaresko in Chicago, Illinois, Vereinigte Staaten) ist eine amerikanisch-ukrainische Regierungsbeamtin und Investmentbankerin, die für Regierungsbehörden ihrer beiden Heimatländer arbeitete.
In den 1990er Jahren war sie im Außenministerium der Vereinigten Staaten tätig und leitete von 1992 bis 1995 die Wirtschaftsabteilung der US-Botschaft in Kiew. Von 2001 bis 2006 war Jaresko Präsidentin und Geschäftsführerin des von US AID finanzierten Fonds WNISEF, zuständig für Investments in der Ukraine und in Moldawien, und danach bis 2014 Geschäftsführerin des von ihr gegründeten Finanzinvestors Horizon Capital. Vom 2. Dezember 2014 bis zum 14. April 2016 war sie Finanzministerin der Ukraine. Seit 2017 ist sie Geschäftsführerin des Fiscal Control Board von Puerto Rico, das die dortige Schuldenkrise und den größten Staatsbankrott der amerikanischen Geschichte  bewältigen soll.

## Biografie
Jareskos Eltern sind ukrainische Immigranten, die nach dem Zweiten Weltkrieg aus der Ukraine in die USA auswanderten. Natalija wuchs zweisprachig auf, studierte an der DePaul University und erlangte dort im Jahr 1987 den Bachelor of Science in Rechnungswesen. 1989 erlangte sie an der Harvard Kennedy School den Master of Public Administration. Nach dem Studium begann Jaresko als ökonomische Beraterin im US-Außenministerium, wo sie zuletzt die Aktivitäten mehrerer US-Ministerien sowie des IWF und der Weltbank in Bezug auf die ehemaligen Staaten der Sowjetunion koordiniert hat. 1992, wenige Monate, nachdem die Ukraine die Unabhängigkeit von der Sowjetunion erlangt hatte, zog die damals 27-Jährige nach Kiew und arbeitete in der Wirtschaftsabteilung der US-Botschaft.
1995 kündigte sie bei der Botschaft und lenkte nun zusammen mit ihrem Ehemann Ihor Figlus, der sie in die Materie einführte, privat Fonds, die Hunderte von Millionen Dollar aus den USA und Europa in ukrainische Firmen investierten. Ab 2001 bekleidete sie die Funktion der Geschäftsführerin und Vorstandsvorsitzenden beim von der US AID (Agentur für Internationale Entwicklung) mit einem Startkapital von 150 Millionen Dollar gegründeten Western NIS Enterprise Fonds (WNISEF), zuständig für Investments in der Ukraine und in Moldawien. Entsprechend reiste sie regelmäßig zwischen den USA und der Ukraine, wobei sie ihren Wohnsitz seit 1992 hauptsächlich in der Ukraine hatte. 2004 begeisterte sie sich für die Orange Revolution.
Im Jahr 2006 gründeten sie und ihr Ehemann mit drei ihrer Geschäftspartner die Investmentbank Horizon Capital, die in mehr als 100 US-amerikanische und europäische Firmen investierte. Seit ihrer Scheidung 2010 sind sämtliche Bezüge auf Figlus, der weiterhin Teilhaber ist, in der Außendarstellung des Unternehmens verschwunden. Horizon Capital ist einer der Hauptfinanziers der Stiftung Open Ukraine – Arseniy Yatsenyuk Foundation, weitere Unterstützer sind Chatham House, NATO, German Marshall Fund, National Endowment for Democracy und das US-Außenministerium.
Jaresko war Mitglied des für Auslandsinvestitionen zuständigen Beirats des Präsidenten Wiktor Juschtschenko, der damals mit Julija Tymoschenko an die Macht kam.
Am 2. Dezember 2014 wurde Jaresko im Eilverfahren per Dekret von Präsident Petro Poroschenko, zusammen mit dem Litauer Aivaras Abromavičius und dem Georgier Alexander Kwitaschwili eingebürgert. Am selben Tag wurde sie als Mitglied des Block Petro Poroschenko zur ukrainischen Finanzministerin im neuen Kabinett unter der Leitung von Ministerpräsidenten Arsenij Jazenjuk berufen. Nach dem Fall der Regierung am 14. April 2016 endete ihre Amtszeit als Finanzministerin. Zuvor hatte sie u. a. bei Poroschenko als aussichtsreiche Kandidatin für die Leitung einer nötig erscheinenden technokratischen Regierung gegolten und diese bereits vorbereitet, scheiterte jedoch am Widerstand der Regierungsparteien. Neuer Ministerpräsident wurde stattdessen der BPP-Politiker und bisherige Parlamentspräsident Wolodomyr Hrojsman.
Nach dem Ende ihrer Regierungszeit in der Ukraine wurde Jaresko im Zuge der puerto-ricanischen Schuldenkrise, dem größten Bankrott in der Geschichte amerikanischer Staatsanleihen, am 23. März 2017 zur Geschäftsführerin des vom US-Kongress eingerichteten Fiscal Control Board von Puerto Rico berufen, das die Umstrukturierung der Schulden und die Erstellung eines finanziellen Sparplans beaufsichtigen und durchsetzen soll und aufgrund Puerto Ricos’ Status als Territorium umfassende Vollmachten über der Regierung besitzt.

## Kritik
Poroschenko führte ihre Erfahrung im Private-Equity-Geschäft an, um so seine ungewöhnliche Entscheidung zu rechtfertigen, eine Amerikanerin die ukrainischen Finanzen verwalten zu lassen und ihr die Staatsbürgerschaft zu verleihen. Das US-Außenministerium bestritt, ihre Berufung beeinflusst zu haben.

## Privates
Jaresko war verheiratet mit Ihor Figlus und hat zwei Töchter.